# Parankylopteryx burgeoni
Parankylopteryx burgeoni är en insektsart som först beskrevs av Navás 1929.  Parankylopteryx burgeoni ingår i släktet Parankylopteryx och familjen guldögonsländor. Inga underarter finns listade i Catalogue of Life.